# Tony Vermont
José Antônio Autran Medeiros (Rio de Janeiro, 23 de março de 1947 - Juiz de Fora, 23 de março de 2002) foi um ator brasileiro de Teatro, Cinema e Televisão. Primeira novela foi O Astro e fez filmes com Os Trapalhões
Na TV, atuou em Voltei Pra Você, Livre Para Voar e outros.
No Teatro atuou na peça "A Filha do Presidente" com Patrícia Pillar, Valentim Anderson e "Seis Personagens à Procura de um Autor" com Miriam Pires e Thelma Reston.
No Cinema atuou em: 1979 - O Rei e os Trapalhões como Gênio
Em 23 de março de 2002, veio a falecer de causa desconhecida em Juiz de Fora.

## Trabalhos na TV
| Ano  | Novela               | Personagem       | Notas                 |
| ---- | -------------------- | ---------------- | --------------------- |
| 1989 | O Sexo dos Anjos     | Sacristão Léo    |                       |
| 1989 | O Salvador da Pátria | Miguel           |                       |
| 1985 | Vereda Tropical      | Locutor de rádio | Participação especial |
| 1984 | Livre para Voar      | Tio              |                       |
| 1984 | A Máfia no Brasil    | —                |                       |
| 1983 | Voltei pra Você      | Libório (Jaburu) |                       |
| 1980 | Chega Mais           | Cupim            |                       |
| 1978 | Maria, Maria         | —                |                       |
| 1977 | O Astro              | —                |                       |